# Rode duiker
De Natal rode duiker (Cephalophorus natalensis) is een soort duiker.

## Kenmerken
De rode duiker heeft een roodoranje tot donkerbruine vacht met lange, ruige nekharen. De staart is rood aan de basis en zwart-wit aan het uiteinde. De ruglijn is boogvormig en de voorpoten zijn langer dan de achterpoten. De schofthoogte is ongeveer 40 tot 43 cm. De lichaamslengte van kop tot staart bedraagt 70 tot 100 cm, de staartlengte zelf is 9 tot 14 cm en het gewicht ongeveer 13 kg.

## Leefwijze
Het gedrag van deze kleine, in paren levende antilope lijkt sterk op dat van andere duikers en is net zoals zijn verwanten klein.

## Verspreiding
Hij leeft in hoofdzaak in struwelen en bossen in Zuidoost-Afrika.